# Brief an ein Schwein
Brief an ein Schwein (Originaltitel: Letter to a Pig) ist ein animierter Kurzfilm aus dem Jahr 2022 unter der Regie von Tal Kantor. Der 17-minütige Kurzfilm über kollektive Erinnerung und Identität vor dem Hintergrund des Holocaust wurde im Rahmen des San Francisco International Film Festival 2022 uraufgeführt und gewann den Preis für den besten Kurzfilm bei den 2022 Israeli Film Academy Awards. Der Film stand auf der Shortlist für die César Awards und wurde auf zahlreichen internationalen Filmfestivals gezeigt. Er erhielt Auszeichnungen wie den Grand Prize for Best Narrative Short Animation bei dem Ottawa International Animation Festival und den Zlatko Grgić Award beim Zagreb World Festival of Animated Films 2022.

## Handlung
Ein Holocaust-Überlebender liest in einem Klassenzimmer einen Brief vor, den er an das Schwein geschrieben hat, das ihm das Leben gerettet hat. Eine Schülerin hört sein Erlebnis in der Klasse und versinkt in einem Traum, in dem sie sich mit Fragen der Identität, kollektiven Traumata und den Extremen der menschlichen Natur auseinandersetzt.

## Rezeption
Seit seiner Veröffentlichung wurde der Film bei verschiedenen Festivals in der ganzen Welt gezeigt und wurde für den Oscar 2024 nominiert.
| Jahr | Festival                                           | Preis/Kategorie                                                   | Status    |
| ---- | -------------------------------------------------- | ----------------------------------------------------------------- | --------- |
| 2022 | Zagreb World Festival of Animated Films            | Zlatko Grgic Award                                                | Gewonnen  |
| 2022 | Zagreb World Festival of Animated Films            | Grand Prize: Short Films Competition                              | Nominiert |
| 2022 | San Francisco International Film Festival          | Golden Gate Award for Best Animated Short                         | Nominiert |
| 2022 | Ottawa International Animation Festival            | Grand Prize for Best Narrative Short                              | Gewonnen  |
| 2022 | Chicago International Children’s Film Festival     | Liv Ullman Peace Prize (Short Film)                               | Gewonnen  |
| 2022 | Jerusalem Film Festival                            | The Jerusalem Development Authority Award for Best Animation Film | Gewonnen  |
| 2022 | Jerusalem Film Festival                            | Award for Israeli Cinema                                          | Nominiert |
| 2022 | Israeli Film Academy Awards                        | Best Short Film                                                   | Gewonnen  |
| 2022 | Annecy International Animated Film Festival        | Cristal for Best Short                                            | Nominiert |
| 2022 | Slash Filmfestival                                 | Fantastic Futures                                                 | Gewonnen  |
| 2022 | GLAS Animation                                     | Grand Prix                                                        | Nominiert |
| 2023 | Regard: Saguenay International Short Film Festival | Grand Prix: International Competition                             | Nominiert |
| 2023 | Kustendorf International Film and Music Festival   | The Golden Egg Festival Prize                                     | Gewonnen  |
| 2023 | Anima – Brussels Animation Film Festival           | Grand Prize for Best international Short Film                     | Gewonnen  |
| 2023 | Animation Is Film Festival                         | Best Short Film                                                   | Gewonnen  |
| 2023 | Aesthetica Short Film Festival                     | Best Animation                                                    | Gewonnen  |
| 2024 | Oscar                                              | Bester animierter Kurzfilm                                        | Nominiert |